# Francisco Solano Gómez
Francisco Solano Gómez fue un político argentino, primer gobernador constitucional de la provincia de La Rioja (Argentina).

## Biografía

### Primer gobierno (1854-1857)
Ya sancionada la Constitución Argentina de 1853, el 6 de marzo de 1854 Francisco Solano Gómez fue elegido gobernador provisorio de la provincia de La Rioja en reemplazo de Manuel Vicente Bustos, haciéndose cargo del gobierno el siguiente día. Lo acompañaba como ministro al anciano general y antiguo gobernador Nicolás Dávila.
Pocos meses después el presidente de la Legislatura acompañado por cuatro diputados presionaron a la cámara para deponerlo. Rechazado el intento, el 20 de septiembre de 1854 una manifestación armada acudió a la plaza pública reclamando su renuncia. Disuelta por la fuerza pública al mando del coronel Juan Antonio Bamba y de los capitanes Domingo Sánchez y Pedro Molina, fueron detenidos sus cabecillas.
Gómez liberó a los prisioneros pero ordenó abandonar la provincia al exgobernador Manuel Vicente Bustos por considerarlo promotor del movimiento. Durante la crisis los jefes de los departamentos coroneles Ángel Vicente Peñaloza, Julián Patricio Fernández y Domingo de Villafañe, pusieron sus milicias a las órdenes del gobernador pero su concurso no fue necesario.
No obstante el manejo de la situación generó conflictos con el gobierno nacional. Dice el historiador Antonio Zinny que "su ministro secretario Nicolás Dávila, debido a su avanzada edad y caprichos consiguientes a esta circunstancia, había creado emergencias desagradables entre el gobierno nacional y el provincial de La Rioja, cuando el primero reconvino al segundo por haber infrigido la constitución nacional, declarando la provincia (septiembre de 1854) en estado de sitio.
El gobierno de la Confederación desaprobó ese acto como atentatorio a las instituciones de Mayo, así como el haber cometido el acto escandaloso de disolver la Legislatura (2 de septiembre de 1854) y el destierro arbitrario de varios ciudadanos sin juicio previo. A esto contestaba el ministro Dávila en diciembre "sea de ello lo que fuere, señor ministro (del interior), el gobierno de La Rioja no se arrepiente de haber obrado de la manera que lo hizo"
Jurada la Constitución provincial el 23 de diciembre de 1855 en el atrio de la Iglesia Matriz, Gómez fue elegido el 12 de marzo de 1856 y recibido el 13 como primer gobernador constitucional de La Rioja.
En 1856 Gómez decidió trazar un plan urbanizador para la localidad de Aimogasta, utilizando el damero definido en las Leyes de Indias y resolviendo denominar al pueblo en homenaje a la Virgen "Villa de la Concepción de Aimogasta"
La inestabilidad política de la provincia motivó la ocupación de la ciudad por Ángel Vicente Peñaloza en apoyo del gobierno y la designación como Comisionado interventor del brigadier Nazario Benavídez, Comandante en Jefe de la División Militar del Oeste de la Confederación Argentina, con mandato sobre las milicias de las provincias de San Juan, La Rioja, Mendoza y Catamarca.
Gómez delegó el mando en el doctor José Benjamín de la Vega, pero reasumiéndolo poco después, en noviembre de 1856 se hizo conceder por la Legislatura la facultad extraordinaria de designar por sí un delegado. Tras nombrar para el cargo a José Olegario Gordillo y aduciendo problemas de salud dejó la capital dirigiéndose a los departamentos del oeste de la provincia y poniéndose al frente de 400 Guardias Nacionales en Los Sauces de Arauco. Mientras Gordillo se negaba a convocar a la Legislatura, el 13 de febrero Ángel Vicente Peñaloza abandonó la capital con sus milicias, retirándose a Los Llanos mientras solicitaba instrucciones al gobierno nacional.
El 17 de marzo de 1857 una revolución en San Juan colocó a Nazario Benavídez en el cargo de gobernador interino, por lo que su misión en La Rioja, ya demorada, se suspendió definitivamente por lo que el gobierno designó como nuevo comisionado interventor al doctor Nicanor Molinas.
El 17 de abril de 1857, considerando inconstitucional el nombramiento de Gordillo y en acefalía los demás poderes, un grupo de ciudadanos levantaron un acta pronunciándose contra el gobernador delegado y eligieron en su lugar a Manuel Vicente Bustos, que aceptó el nombramiento bajo formal protesta.
Gordillo, en carta al gobernador de Mendoza acusaba de promover el movimiento a Peñaloza, Bustos, a Amaranto Ocampo, al teniente coronel Aniceto de la Vega, al sargento mayor Luis Brandán, Francisco Alvares, Hermenegildo y José María Jaramillo y Ángel María Colina, reduciendo su apoyo a "como ochenta de chusmas entre soldados y muchachos traidores".

### Segundo gobierno (1862)
El 17 de octubre de 1862 Gómez asumía nuevamente la gobernación en reemplazo de José Joaquín Baltar, acompañándolo como ministros el oficial mayor José Manuel Ordóñez y a partir del 30 de enero de 1863 Antonio José del Prado.
El 20 de diciembre de 1862 estalló en el departamento de Famatina un motín de paisanos de la campaña encabezado por el catamarqueño Clásico Galíndez, hermano del gobernador de Catamarca Francisco Rosa Galíndez, y por Emilio Álvarez, sobrino del obispo Aldazor y oficial del coronel Francisco Clavero.
Gómez se vio finalmente forzado a dimitir y entregar el mando a Juan Bernardo Carrizo, hombre de Peñaloza, abandonando la provincia en marzo de 1863.